# Walwyn's Castle
Walwyn's Castle (Castell Gwalchmai en gallois) est un village et une communauté du pays de Galles situé dans le comté du Pembrokeshire.

## Géographie
Walwyn's Castle se situe dans le comté du Pembrokeshire.

## Histoire
Walwyn's Castle tire son nom d'une colline fortifiée à l'âge du fer sur laquelle les Normands construisent un château après la mort de Rhys ap Tewdwr, prince de Galles du Sud-Ouest, en 1093.